# Kasteel van Châteaudun

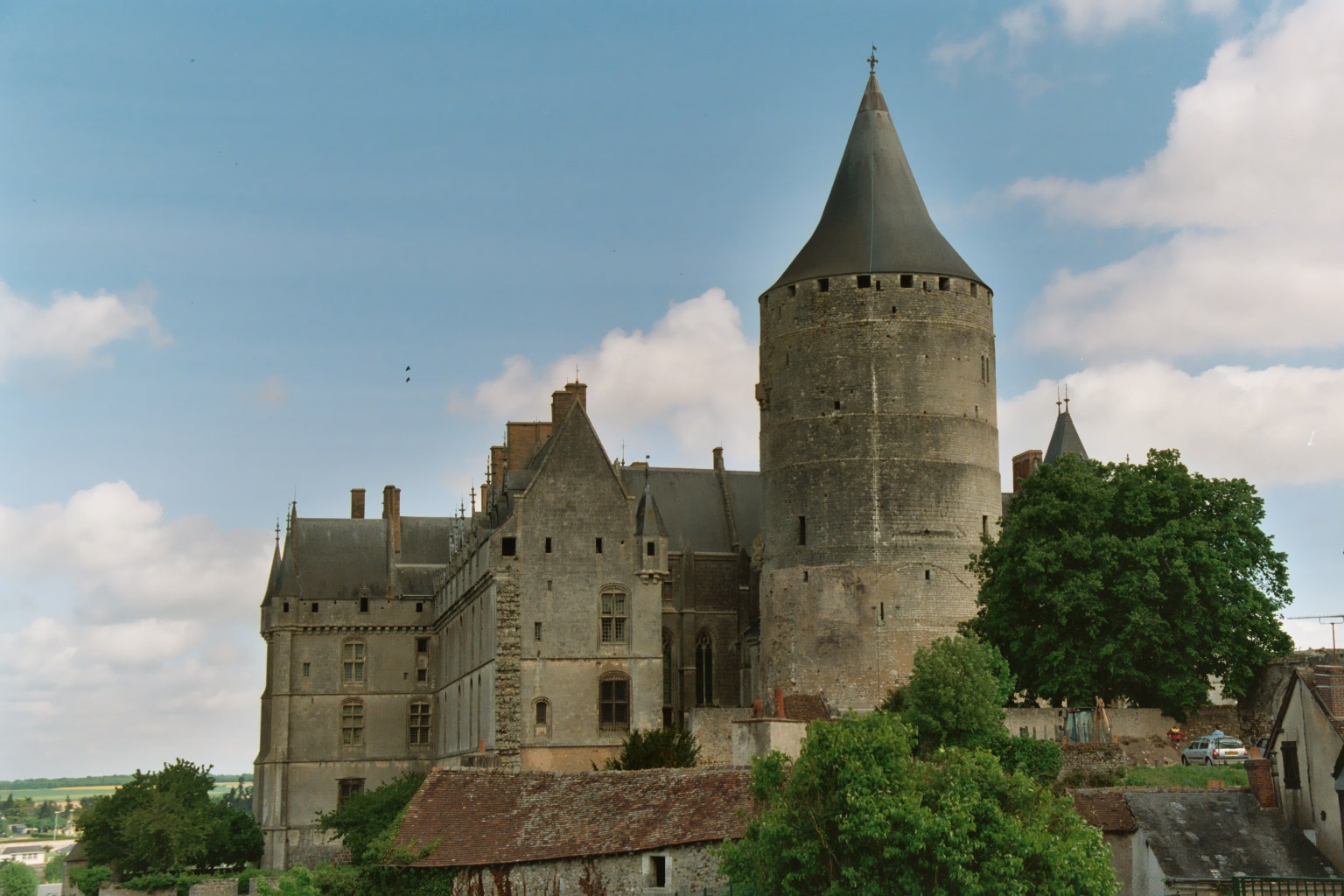
Kasteel van Châteaudun

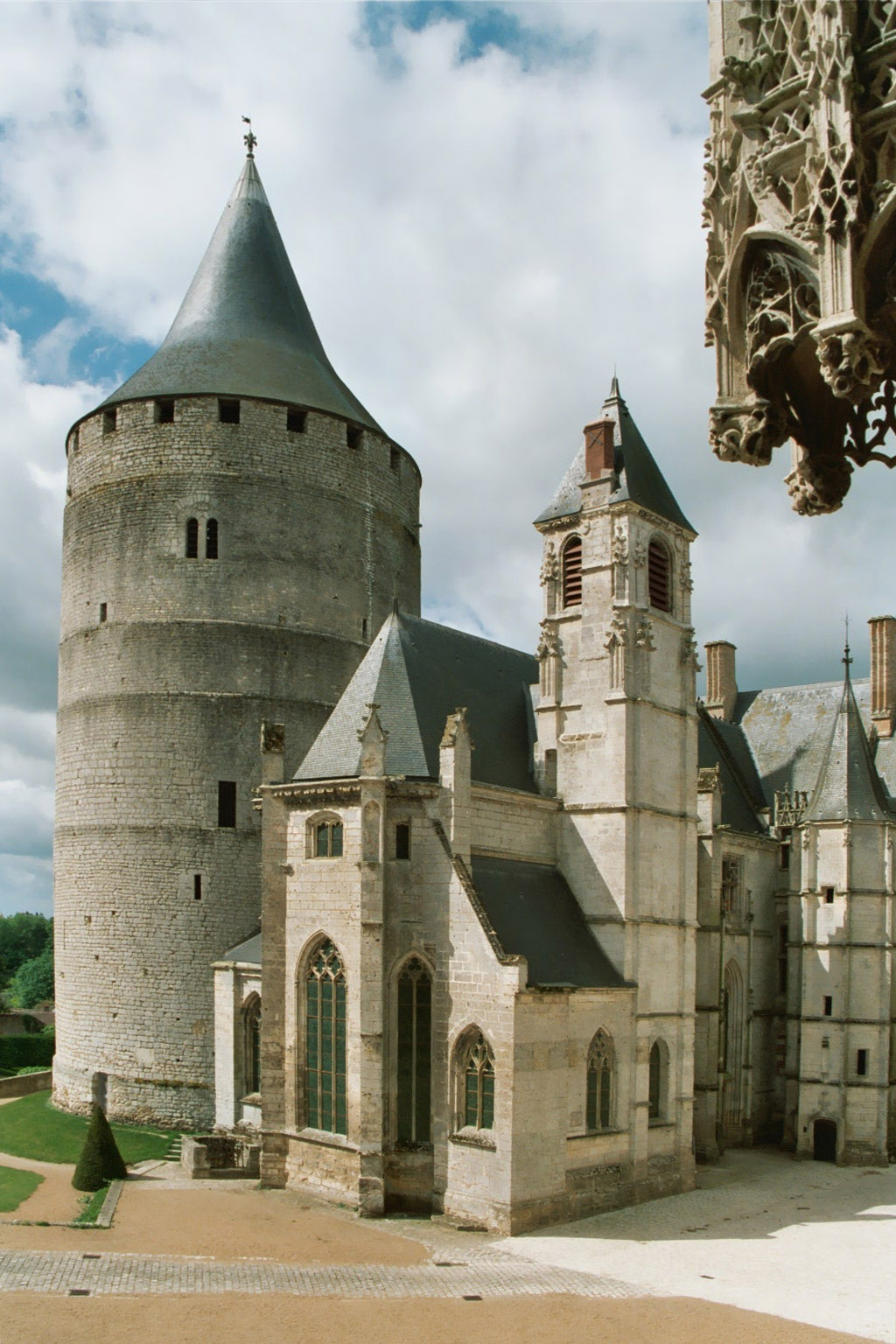
De Sainte-Chapelle van Châteaudun met daarachter de donjon

Het Kasteel van Châteaudun (Frans: Château de Châteaudun) is te vinden in Châteaudun in het departement Eure-et-Loir in de Franse regio Centre-Val de Loire. Samen met kasteel van Montsoreau (1453) en palais Jacques Cœur (1451), is Châteaudun een van de vroegste voorbeelden van renaissancearchitectuur in Frankrijk. Het was het centrum van het graafschap Dunois. De plaats waar het kasteel staat is al vanaf de 10e eeuw de locatie van vele vestingen. De naam verwijst daar ook naar: dun betekent in het Gallisch steilte, heuvel maar ook vesting. Er zijn verwijzingen die teruggaan naar de tijd dat de Noormannen strooptochten hielden in deze omgeving.
Het Kasteel van Châteaudun was vier eeuwen lang een van de vier vaste verblijfplaatsen van de graaf van Blois. In 1391 werden de graafschappen Blois en Dunois door Gwijde II van Blois verkocht aan Lodewijk I van Orléans, de broer van Karel VI. Na de moordaanslag door zijn oom Jan zonder Vrees op Lodewijk I van Orléans kwamen Blois, Orléans en Châteaudun in handen van diens zoon Karel. In 1439 schonk Jan zonder Vrees het graafschap Dunois aan Jan van Orléans, bekend als de Bastaard van Orléans, de buitenechtelijke zoon van Lodewijk I van Orléans, als beloning voor zijn bijdrage in de verdediging van de Orléanais. De graaf van Dunois kreeg zo het bezit over de graafschappen Dunois, Longueville, Gien en onder andere de heerlijkheden Beaugency, Montreuil-Bellay en Parthenay.
De cirkelvormige slottoren is aan het einde van de 12e eeuw gebouwd en heeft een hoogte van 31 meter met een doorsnede van 17 meter. De toren heeft drie boven elkaar gelegen zalen waarvan de eerste twee een koepelgewelf hebben. De ingang van de toren lag 10 meter boven de grond. De westelijke vleugel is aangebouwd tussen 1459 en 1469 en bestaat uit drie verdiepingen en twee kelders, waarin ook de keukens gelegen zijn.
In de loop van de eeuwen zijn er verschillende aanpassingen aan het Kasteel van Châteaudun doorgevoerd. Zo is de grote wenteltrap na de 16e eeuw aangebracht.
Tegen de slottoren is, met machtiging van de paus, een kapel (de Sainte-Chapelle) gebouwd.
François de Longueville, de zoon van Dunois, liet de westelijke vleugel (de Dunoisvleugel) van het kasteel afwerken. Diens zoon, François II liet de noordelijke vleugel (de Longuevillevleugel) voltooien.

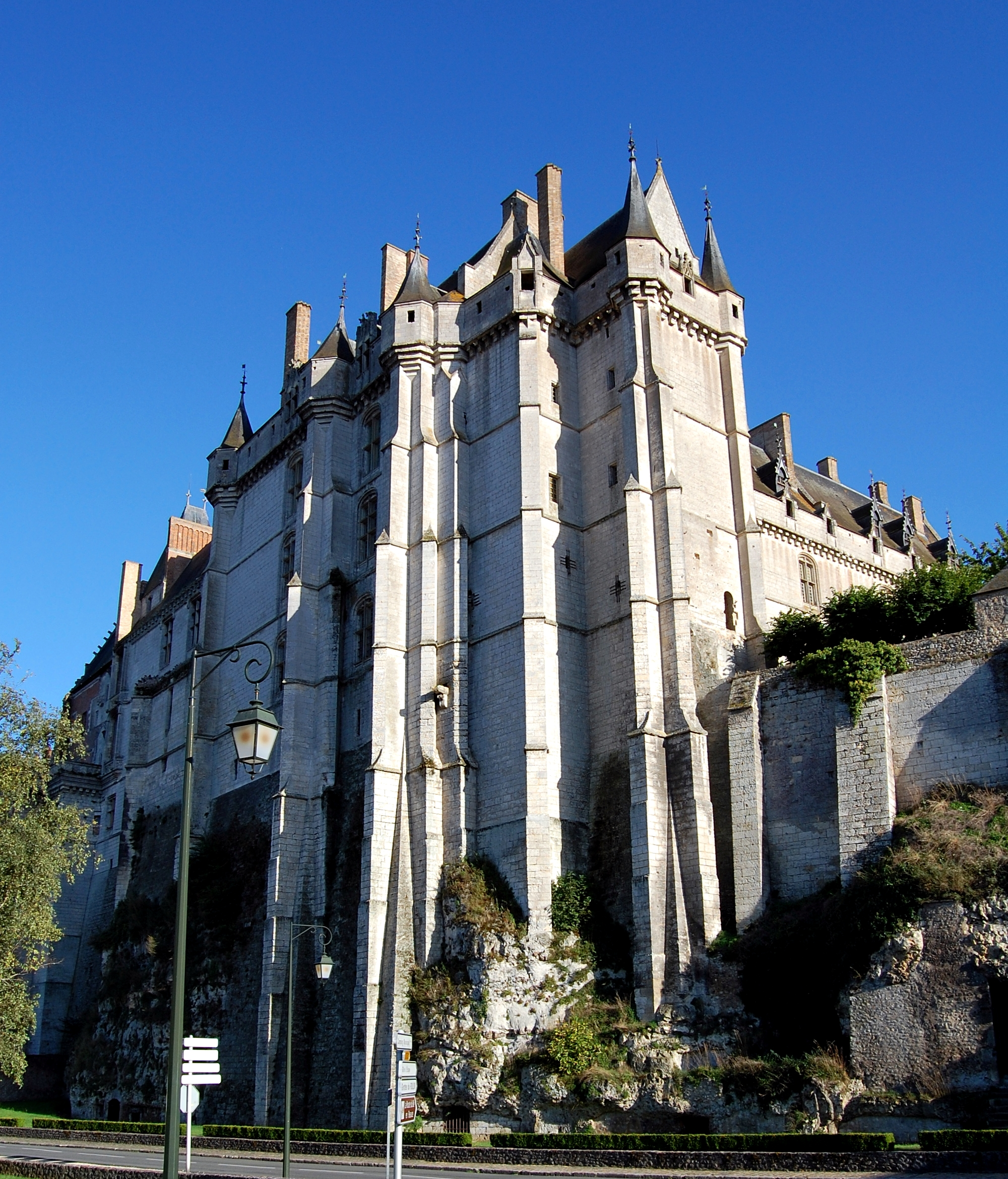
Het kasteel vanuit een andere hoek.
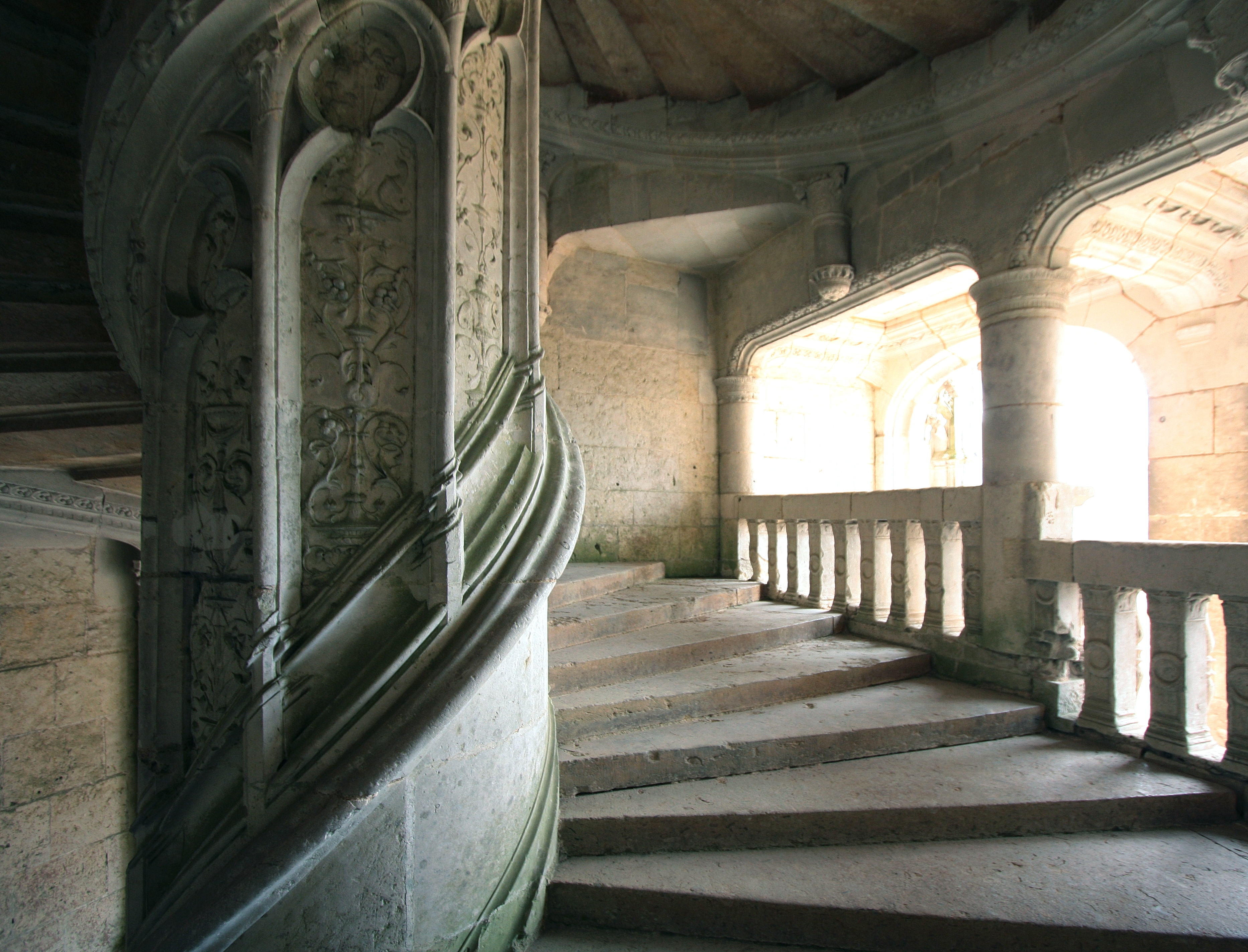
De grote wenteltrap
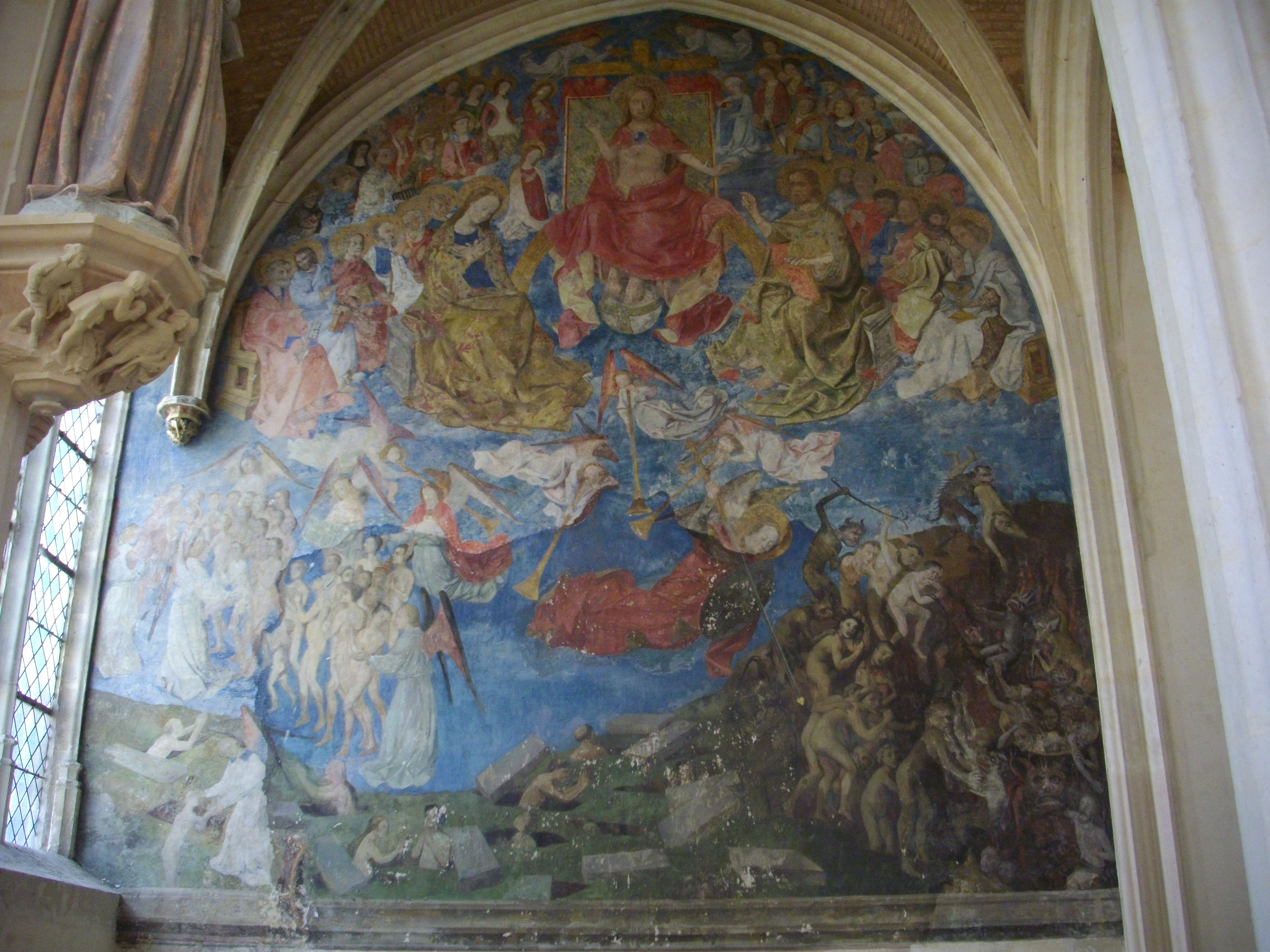
Muurschildering van het Laatste Oordeel in de Sainte-Chapelle